# Bon Jovi
Bon Jovi je americká hard rocková hudební skupina ze Sayreville, New Jersey, založená roku 1983. Dnes je kapela sedmičlenná, jejími členy jsou Jon Bon Jovi (zpěv), Tico Torres (bicí), David Bryan (klávesy), Phil X (kytarista), Hugh McDonald (baskytarista), John Shanks (kytarista) a Everett Bradley (perkuse). Od založení se sestava nijak zvlášť neměnila. Hned na začátku Richie Sambora vystřídal Davea Saboa na postu kytaristy. V roce 1994 kapelu opustil baskytarista Alec John Such a v roce 2012 opustil skupinu kytarista Richie Sambora.
Název kapely je odvozen od zkomoleného příjmení zakládajícího člena Johna Francise Bongioviho Jr. (Jon Bon Jovi), který kapelu v roce 1983 založil. Kapela působí nepřetržitě od roku 1983 až dodnes, ovšem v její historii se objevilo několik vln. V osmdesátých letech hrála roli při popularizování hard rocku a  heavy metalu jako jedna z  nejúspěšnějších kapel té doby. Již první hit z debutového alba Bon Jovi „Runaway“ dosáhl úspěchu, když se dostal do žebříčku Billboard Hot 100 na 39. místě a kapela získala první zlaté desky v Japonsku a v USA. Následovala alba 7800° Fahrenheit (1985), které přineslo tři úspěšné singly, umístilo se na 37. pozici žebříčku Billboard 200 a získalo ocenění zlaté desky; ještě úspěšnější bylo však třetí album Slippery When Wet z roku 1986, které přineslo dva singly „You Give Love a Bad Name“ a „Livin' on a Prayer“, které oba dobyly vrchol žebříčku Billboard Hot 100 a album získalo trojnásobné ocenění platinové desky ve Spojených státech. Úspěšná hard rocková osmdesátá léta završilo album New Jersey z roku 1988, které na čtyři týdny obsadilo první místo Billboard 200 a na dva týdny žebříček UK Albums Chart. Album přineslo pět singlů, které se umístily do první desítky žebříčku Billboard Hot 100, což je nejvíce v historii. Nejúspěšnější byly singly „Bad Medicine“ a „I'll Be There for You“, album získalo sedminásobné ocenění platinové desky ve Spojených státech.
V devadesátých letech aktivita skupiny opadla. Na začátku mezi lety 1990 a 1991 kapela vůbec nevystupovala a členové vydávali svá sólová alba, totéž pak kapelu čekalo v letech 1997 až 1999. Přesto kapela stihla v průběhu čtyř let (1992-1996) vydat tři velmi úspěšná alba. V roce 1992 vydala kapela album Keep the Faith, které získalo dvojnásobné platinové ocenění. Zvuk kapely začala ovlivňovat narůstající popularita grunge, ale stále si udržovala rockový standard osmdesátých let. Kompilační album Cross Road z roku 1994 přineslo dva nové hity „Someday I'll Be Saturday Night“ a „Always“, který se stal obrovským hitem, po šest týdnů zůstal v Top 10 žebříčku Billboard Hot 100, získal platinové ocenění v USA a prodalo se ho více než 3 miliony kusů, což z něj činí nejlépe prodávaný singl skupiny vůbec. These Days z roku 1995 rovněž získalo platinové ocenění, bylo to první album nahrané bez baskytaristy Aleca Suche, který v roce 1994 kapelu opustil.
Po pauze na konci 90. let kapela vydala album Crush, jehož hlavní singl „It's My Life“ je označován jako jeden z nejúspěšnějších singlů kapely vůbec. Kapela významně změnila styl, dostala se více k pop rockovému zvuku. To jim pomohlo oslovit novou generaci mladých fanoušků. V prvním desetiletí 21. století byla kapela opět aktivnější, když vydala dalších pět alb. Posledním vydaným albem je The Circle z roku 2009, po něm ještě kapela vydala další kompilaci největších hitů Greatest Hits. Za dobu svého působení kapela prodala celosvětově více než 130 000 000 alb, byli připuštěni do UK Music Hall of Fame roku 2006 a v roce 2010 byli nominováni a přijetí do Rock and Roll Hall of Fame.

## Historie

### Vznik kapely (do roku 1983)

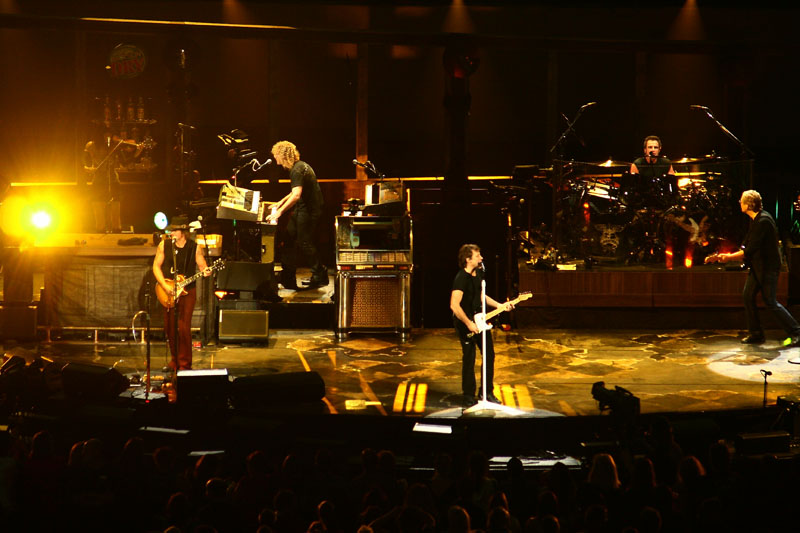
Bon Jovi při vystoupení v roce 2007

Zakládajícím členem byl John Francis Bongiovi (Jon Bon Jovi). Nápad na založení kapely dostal poté, co mu jeho bratranec Tony Bongiovi umožnil natočit ve svém nahrávacím studiu Power Station první demo nahrávku pro velké nahrávací společnosti. Tou demo písní byl první singl Bon Jovi, píseň „Runaway“, na které se kromě Jona podílel baskytarista Hugh McDonald, pozdější člen kapely Bon Jovi, bubeník Frankie LaRocka a klávesista Roy Bittan. Píseň zaznamenala neočekávaný úspěch, když se dostala na 39. místo singlového žebříčku Billboard Hot 100.
To vedlo Jona k sestavení nové kapely, kterou pojmenoval po svém příjmení, tedy Bon Jovi. Prvním členem kapely se stal David Bryan, který se s Jonem znal už z působení v kapele Atlantic City Expressway. Dalším členem kapely Bon Jovi se stal Alec John Such, který byl dosazen na post baskytaristy. Před svým vstupem do kapely hrál mimo jiné v kapele The Message, kde se seznámil s dalšími dvěma členy budoucími kapely Bon Jovi, Tico Torresem a Richiem Samborou.
Zpočátku na pozici kytaristy hrál pozdější člen Skid Row, Dave Sabo. Toho vzápětí vystřídal Richie Sambora. Ten se ke kapele přidal zajímavým způsobem. Jon Bon Jovi jeho přijetí popisuje takto: “Jednoho večera jsem byl na velkém koncertě, který pořádala jedna rozhlasová stanice. Když jsem šel z jeviště, jeden týpek mezi diváky mi řekl: ’Budu tvůj kytarista’. Já jsem se mu smál a šel jsem dál. Později jsem ho slyšel hrát a bylo vše jasné.”

### První alba a úspěchy (1984–1985)
Po několika vystoupeních, především jako předkapela jiných skupin, si jich všiml Derek Shulman, který jim domohl ke smlouvě s Mercury Records, které bylo součástí většího koncernu Polygram. Jon Bon Jovi chtěl nějaké jméno pro skupinu, Pamela Maherová, podřízená jejich pozdějšího manažera, jim navrhla jméno Bon Jovi, podle vzoru tehdy již slavné skupiny Van Halen. Původně členové kapely zamýšleli jméno Johnny Electric, ale nakonec si nechali poradit. Nejprve z toho nebyli příliš nadšení, ale za dva roky pod tím jménem dobyli přední pozice žebříčků.

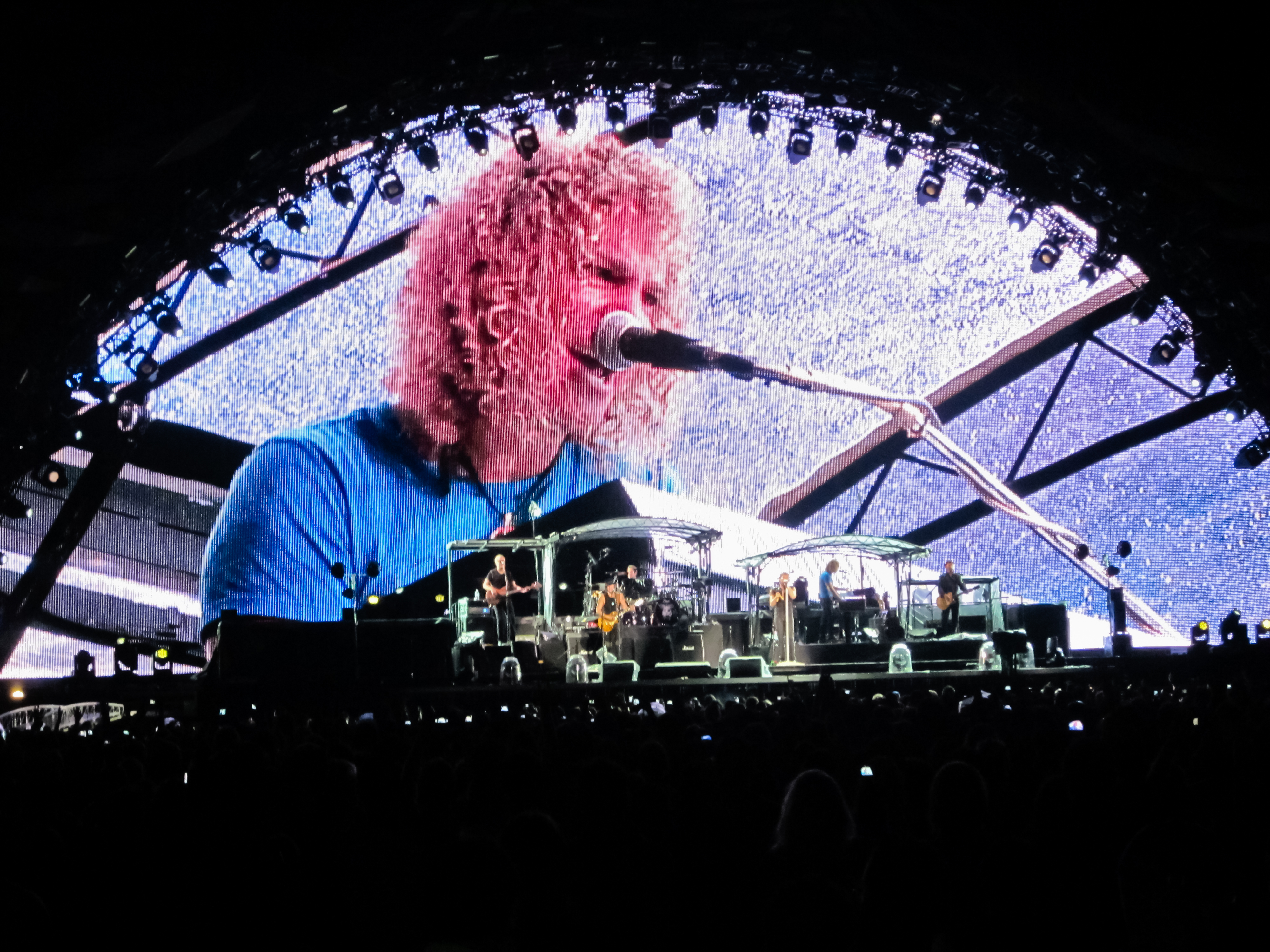
Kapela Bon Jovi v Itálii v listopadu 2009

S pomocí manažera Doca McGheeho vydali debutové album s názvem Bon Jovi. Album vyšlo 21. ledna 1984. Na albu znovu vyšel první singl kapely „Runaway“, který se vešel do Top 40 amerického žebříčku Billboard Hot 100. Na albu se nachází také singl „She Don't Know Me“, který museli na album přidat kvůli přání vydavatele. Jedná se o jedinou skladbu, která se kdy objevila na albu Bon Jovi, aniž by k ní Jon Bon Jovi alespoň částečně nenapsal text (napsal ji Marc Avsec). Poté kapela vyrazila na turné, otevírala programy například pro kapelu Scorpions na turné po Spojených státech, nebo pro kapelu Kiss při jejich turné po Evropě. V srpnu roku 1984 se kapela objevila na Super Rock festivalu v Japonsku jako speciální host. Skladba „Runaway“ se však v Japonsku stala hitem. Album získalo v Japonsku ocenění zlaté desky, později za rok od vydání alba toto ocenění získalo i ve Spojených státech. V žebříčku Billboard 200 obsadilo 43. pozici.
V dubnu roku 1985 vydala skupina druhé studiové album pojmenované 7800° Fahrenheit, které přineslo deset nových skladeb, z toho pět singlů - „Only Lonely“, „In And Out Of Love“, balada „Silent Night“, „The Hardest Part Is the Night“ a „The Price of Love“. Album se umístilo na 37. místě žebříčku Billboard 200 a získalo zlaté ocenění v USA. I když se albu nedařilo tak, jak kapela doufala, mohli si dovolit z jeho výtěžků vyjet na turné. Poprvé se vrátili do Japonska jako vedoucí kapela, kde zahrála na osmi úplně vyprodaných představeních, album dosáhlo Top 5 v Japonsku a získalo zde taktéž ocenění zlaté desky.
V květnu 1985 vedla kapela turné po Spojeném království a po celém starém kontinentu. 7800° Fahrenheit se dostalo na 28. místo v žebříčku UK Albums Chart a na 40. místo v Německu. Po evropském turné následovalo šest měsíců koncertování se skupinou Ratt po Spojených státech. V polovině tohoto turné také znovu navštívili Anglii při festivalu Monsters of Rock a Jon Bon Jovi vystoupil na koncertě Farm Aid v roce 1985.

### Slippery When Wet (1986–1987)
V dubnu roku 1986 se Bon Jovi přesunuli do Vancouveru, aby zde natočili svoje třetí album. Z šestiměsíční práce ve studiu vyšlo album Slippery When Wet. Na albu spolupracovali s producenty Brucem Fairbairnem a Bobem Rockem. Album bylo vydáno 17. srpna 1986 a znamenalo pro kapelu Bon Jovi další velký úspěch. První singl „You Give Love a Bad Name“ obsadil poprvé první pozici v žebříčku Billboard Hot 100 a stejně tak i druhý singl alba „Livin' on a Prayer“. Oba singly byly napsány ve spolupráci s Desmondem Childem, se kterým se kapela seznámila prostřednictvím Paula Stanleye z kapely Kiss. Spolupráce mezi Jonem Bon Jovim, Richiem Samborou a Childem vydržela až dodnes. Třetí singl s názvem „Wanted Dead or Alive“ se stal Top 10 hitem, dodnes bývá nazýván „národní hymnou kapely Bon Jovi“.

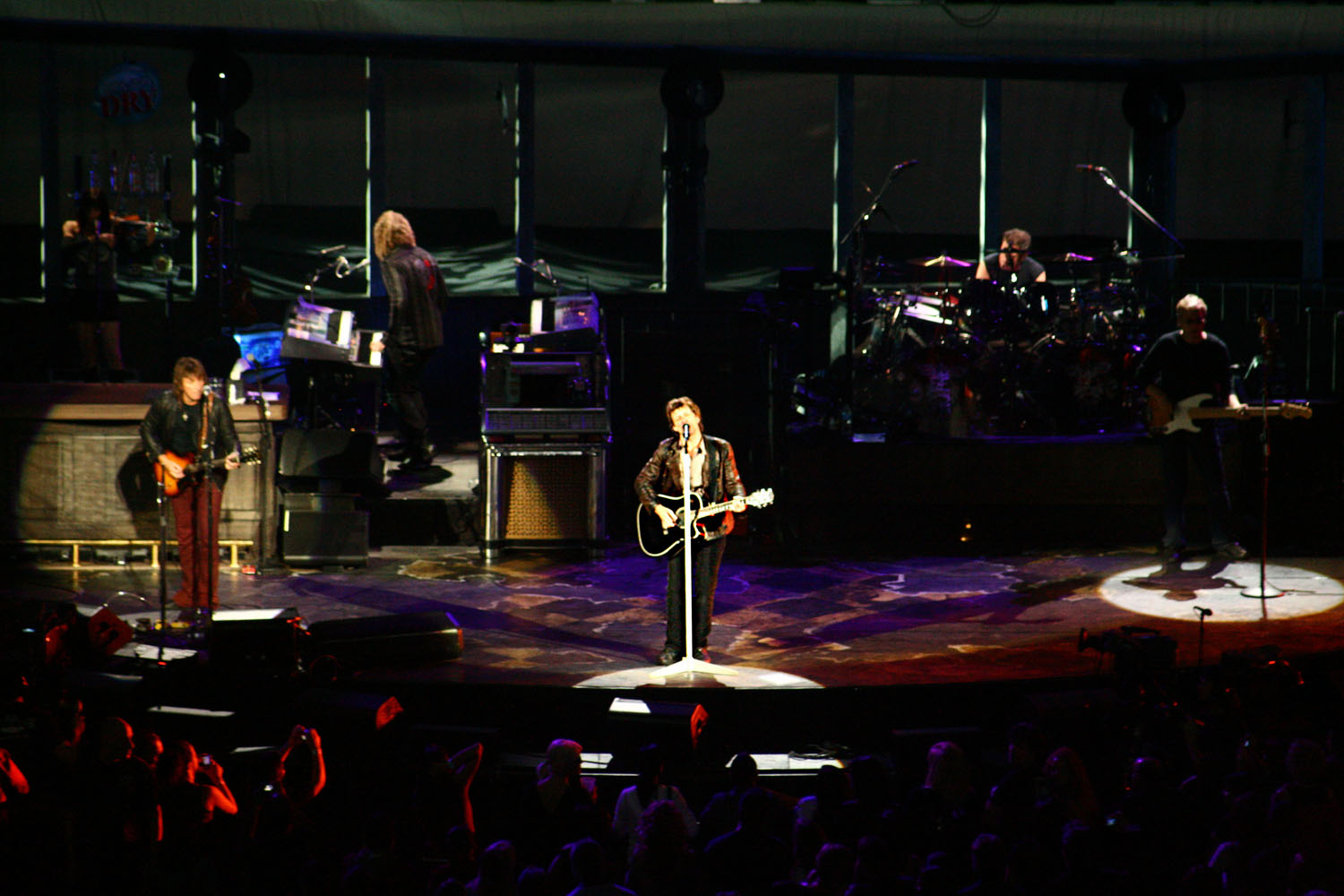
Bon Jovi na koncertě v roce 2007

MTV srdečně přijalo kapelu Bon Jovi, jejichž dobře natočená videa stejně jako koncertní videa pomohla skupině k hvězdnému úspěchu. Po ohromujícím úspěchu alba Slippery When Wet se z Bon Jovi staly celosvětové superhvězdy, po čemž tak toužili. Slippery When Wet se dostalo na první pozici v Austrálii, Kanadě, Norsku, Finsku, Novém Zélandu, Švýcarsku a drží rekord jako nejdéle vedoucí hard rockové album ve Spojených státech, kde se na přední pozici udrželo po 8 týdnů. Do top 10 alb se dostalo také v Rakousku, Nizozemsku, Japonsku a ve Velké Británii, kde v UK Albums Chart figurovalo po 123 týdnů.
V roce 1987 bylo album podle časopisu Billboard nejprodávanějším albem roku a singl „Livin' on a Prayer“ vyhrál cenu MTV Video Music Award za nejlepší výkon na jevišti. V roce 1988 kapela vyhrála American Music Award jako nejoblíbenější pop/rockovou kapelu. Po vydání alba kapela Bon Jovi nejprve vyjela pomoci při turné kapele 38 Special. Následně další půl rok vystupovali na mnoha koncertech po Spojených státech. V srpnu roku 1987 byli leadery festivalu Monsters of Rock, na kterém mimo jiné zazpívali singl „We All Sleep Alone“, při kterém se k nim přidali Dee Snider z kapely Twisted Sister, Bruce Dickinson z kapely Iron Maiden a Paul Stanley z kapely Kiss. Na konci roku 1987 za sebou měla 130 vystoupení, která vedla při „Tour Without End“ (v překladu: Turné bez konce) a vydělala přes 28 milionů amerických dolarů.
Na otázku, co pro ně tak obrovský úspěch znamená, Jon Bon Jovi odpověděl: „Všechno je větší, vše se odehrává dvakrát rychleji. Lidé vás poznávají dvakrát častěji. Větší, celý svět je najednou větší. Musíte prodávat další a další nahrávky, být aktivní. Jste šikovnější a lépe se orientujete v obchodě, jste zodpovědnější. Najednou tomu teď lépe rozumíte a snažíte se stále přesvědčit, že všechno klape.“
V návaznosti na úspěch kapely byli Jon Bon Jovi a Richie Sambora požádáni, aby pomohli jako producenti zpěvačce Cher, při vydávání jejího eponymního alba Cher, se kterým se měla vrátit na scénu. Pomohli při psaní singlu „We All Sleep Alone“, ke kterému poté nazpívali doprovodné vokály. Spolupráce pokračovala i nadále, oba produkovali její další album Heart of Stone (1989), které získalo multi-platinové ocenění.

### New Jersey (1988–1990)
Rozhodnuti potvrdit, že úspěch třetího alba nebyla jen šťastná náhoda, vydali stále hard rockoví Bon Jovi čtvrté album New Jersey. Album vyšlo v září 1988 a stalo se komerčním hitem. Na prvním místě žebříčku Billboard 200 vydrželo celé čtyři týdny a dva týdny strávilo na čele britské hitparády UK Albums Chart.

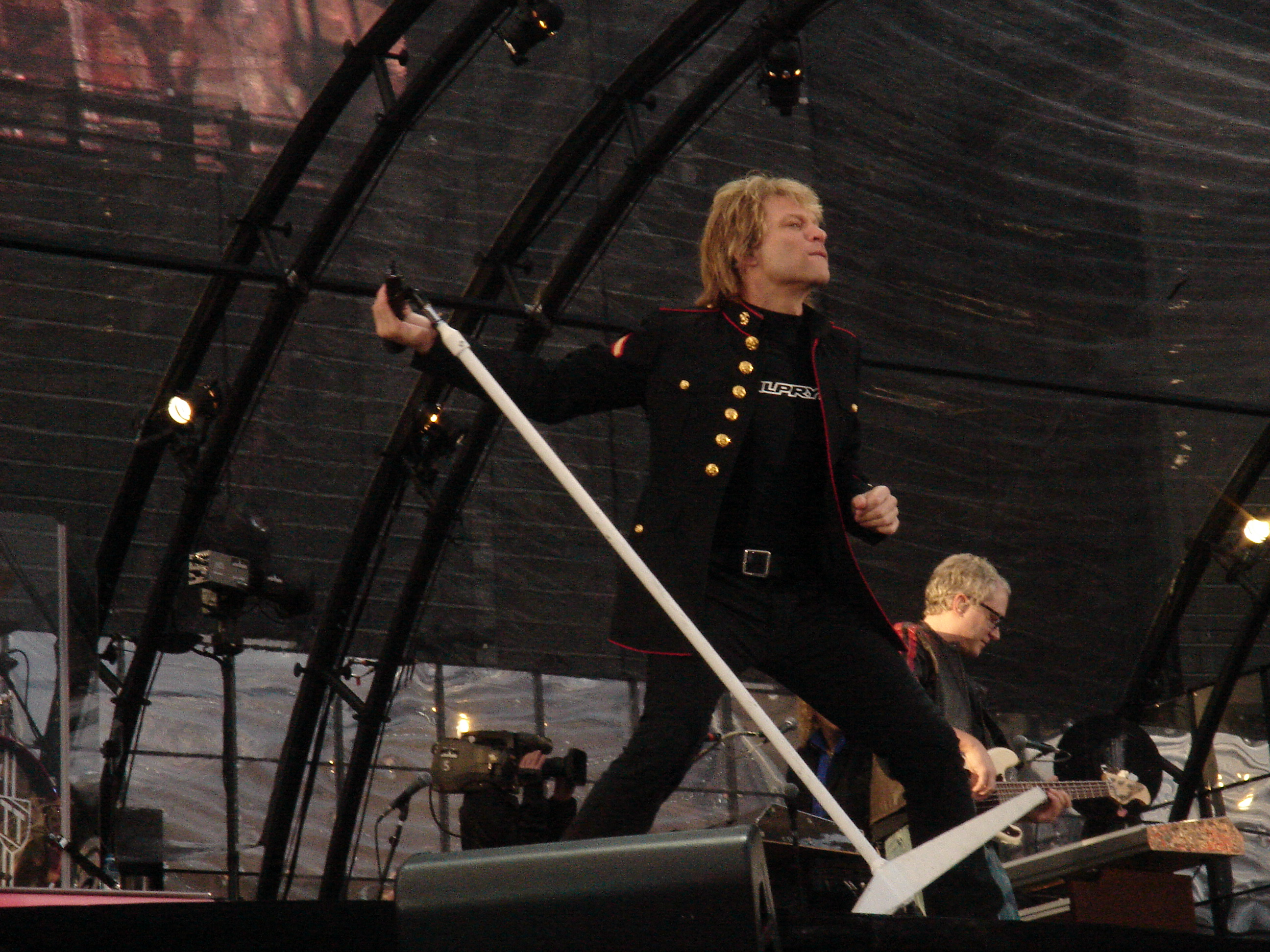
Jon Bon Jovi a Hugh McDonnald při vystoupení v Dublinu v roce 2006

Album přineslo pět singlů, které se vešly do Top 10 žebříčku Billboard Hot 100, což je rekord mezi hard rockovými alby. Nejvíce úspěšné byly singly „Bad Medicine“ a „I'll Be There for You“, které se oba postupně vystřídaly na prvním místě Billboard Hot 100, další tři singly „Born to Be My Baby“, „Lay Your Hands on Me“ a „Living in Sin“ se umístily do první desítky a byly velkými hity na MTV. Video k singlu „Living in Sin“ si získalo další prvenství v historii kapely jako první, které bylo ve vysílání MTV zakázáno pro příliš řízné romantické a sexuální scény. Později bylo natočeno znovu a MTV jej často vysílala.
Kromě Spojených států bylo album veleúspěšné i po celém světě. Čelo místních hitparád obsadilo v Austrálii, Mexiku, Novém Zélandu, na starém kontinentě pak v Rusku, Švédsku, Švýcarsku a již zmíněném Spojeném království. Do první desítky se vešlo v Itálii, v Japonsku, v Německu, v Norsku a v Rakousku. New Jersey mělo být původně dvou deskové, ale vydavatel se obával neúspěchu při příliš vysoké ceně a nakonec album zkrátil. Kapele zůstalo 17 nevydaných skladeb, z nichž některé byly vydány na pozdějších albech, ale některé nebyly dosud vydány. Album získalo mnoho ocenění, mimo jiné sedminásobné platinové ocenění ve Spojených státech, kde se prodalo přes 7 000 000 kusů, a pětinásobné v Kanadě s více než půl milionem prodaných alb. Po dvou platinových deskách získalo album v Austrálii a ve Velké Británii.
Po prvních úspěších alba se Bon Jovi vydali na dlouhé turné po celém světě mezi lety 1989 a 1990. Celkem navštívili 22 států a vystoupili na 232 koncertech, z nichž nejzajímavější byl pro skupinu jistě koncert 11. června 1989 před úplně vyprodaným Giants Stadionem doma v New Jersey. V srpnu roku 1989 kapela navštívila tehdejší Sovětský svaz, kde vedla festival Moscow Music Peace Festival. Bon Jovi se tak staly první kapelou ze západu (společně s Ozzy Osbournem, Skid Row, Mötley Crüe, Scorpions, Cinderella), jejíž vystoupení bylo oficiálně povoleno sovětskou vládou a jejich album New Jersey bylo legálně vydáno ruským státním nakladatelstvím Melodiya, což se před tím nepovedlo žádnému západnímu umělci. Festival Monsters of Rock v roce 1989 byl zrušen poté, co rok před tím při vystoupení Guns N' Roses dva fanoušci zahynuli. Místo toho vystoupili na jiném rockovém festivalu v Milton Keynes společně s kapelami Europe, Skid Row a Vixen.
Nepřetržité koncertování po dva roky si na kapele vybralo svou daň. Na konci turné za sebou měli 16 měsíců nepřetržitého vystupování a členové kapely byli úplně vyčerpaní po všech stránkách. Po poslední sérii koncertů v Mexiku pouze odjeli domů, bez jakýchkoliv plánů, což nakonec vedlo k dvouletému období nečinnosti na začátku 90. let.

### Sólová tvorba (1990–1991)
Mezi lety 1990 až 1991 byla kapela v nečinnosti. Vyčerpání z dvou alb Slippery When Wet a New Jersey vydaných hned za sebou, po kterých následovala dvě dlouhá turné si vybralo svou daň. Kapela pouze oznámila, že po návratu z turné po vydání New Jersey se členové rozloučili a každý se vydal svou cestou. Během přestávky začali členové vydávat sólová alba.
Jon Bon Jovi vydal své sólové album s názvem Blaze of Glory v červenci roku 1990. Celé album je ve skutečnosti také soundtrackem k filmu Mladé pušky 2. Původně ho jeho přítel Emilio Estevez požádal o propůjčení písně „Wanted Dead or Alive“, nicméně po krátkém uvážení Jon Bon Jovi rozhodl, že se do filmu nehodí a místo toho pro film nahrál nový materiál. Na nahrávání byli pozváni speciální hosté jako Elton John, Little Richard a Jeff Beck. Titulní singl „Blaze of Glory“ se umístil na čele žebříčku Billboard Hot 100 a celé album se umístilo na třetí pozici hitparády Billboard 200 a na druhém místě UK Albums Chart. Titulní skladba získala ocenění American Music Award za nejoblíbenější pop/rockový singl a přinesla Jon Bon Jovimu Zlatý glóbus. Zároveň za tuto skladbu získal nominaci na Oscara a Cenu Grammy.

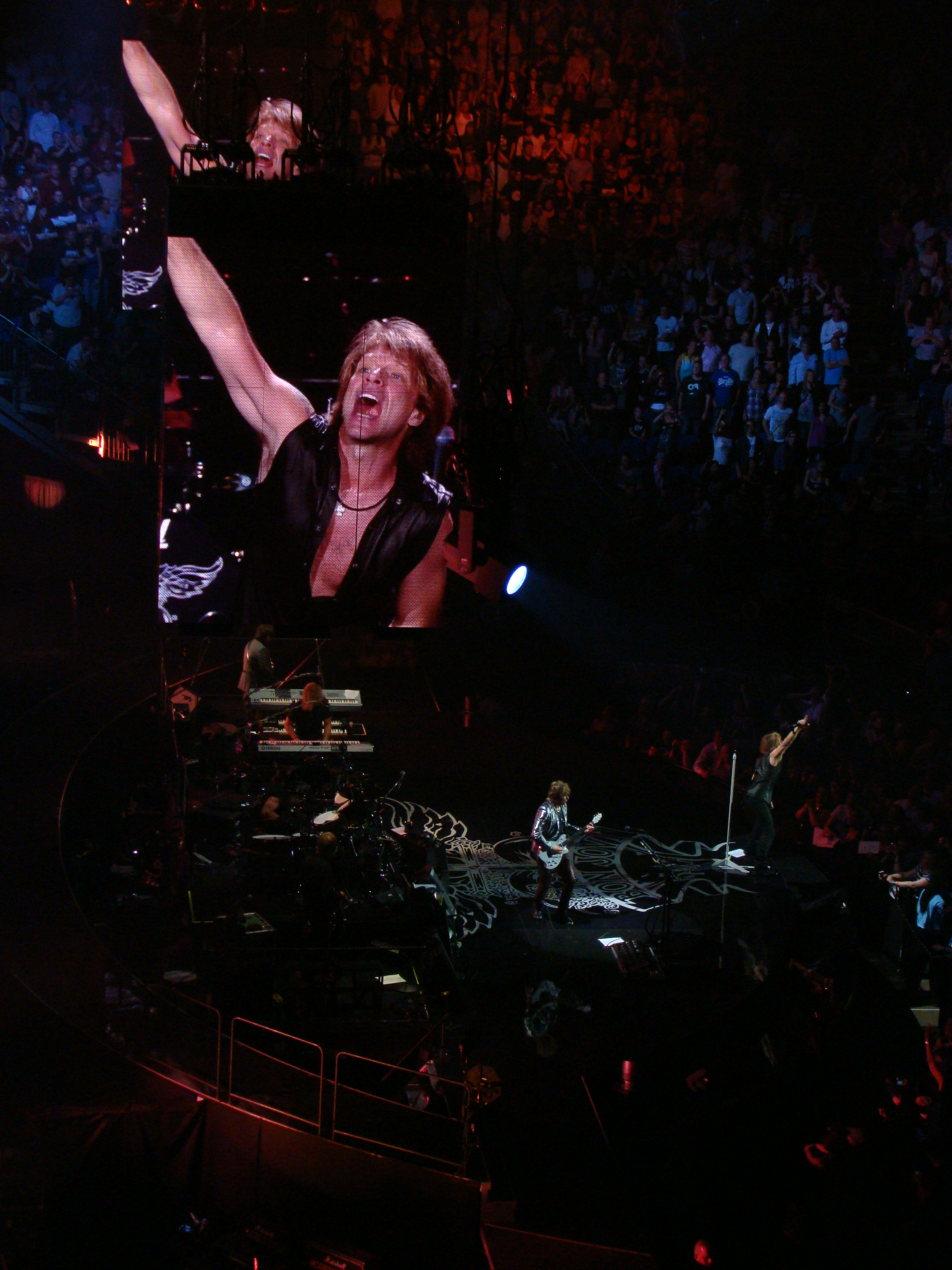
Bon Jovi při The Circle Tour v Millenium Dome v Londýně

Richie Sambora s pomocí přátel z  kapely Tico Torresem a Davidem Bryanem vydal sólové album s  názvem Stranger In This Town v  roce 1991. Album představilo také Erica Clamtona v  písni „Mr. Bluesman“. Album se umístilo na 36.  pozici žebříčku Billboard 200 a  na 20.  pozici UK Albums Chart. Skladba „Rosie“ měla být původně vydána na albu Bon Jovi New Jersey, ale nakonec byla na žádost vydavatele vyřazena (společně s dalšími, které měly být na druhém albu celého dvojalba). David Bryan natočil soundtrack k  hororovému snímku The Netherworld, v  druhé části roku musel být hospitalizován, protože se nakazil nebezpečnou jihoamerickou chorobou. Alec John Such spadnul ze své motorky a  poranil si ruku, kvůli čemuž musel poté vymyslet nový styl držení své basové kytary, aby na ni mohl hrát.
Přes veškerý svůj úspěch byl Jon Bon Jovi nespokojený se současným stavem svého hudebního business, a proto propustil veškerý svůj managment, včetně dlouholetého manažera Doca McGhee. Následně přebral celou zodpovědnost na sebe, když založil Bon Jovi Management.
V říjnu roku 1991 se celá kapela odebrala na ostrov Svatý Tomáš v Karibiku, aby spolu prodiskutovali plány do budoucna. Své problémy vyřešili tak, že nechali každého člena hovořit o svých pocitech a problémech bez narušování od ostatních. Když vyřešily všechny problémy, odebrali se do kanadského Vancouveru, aby s producentem Bobem Rockem natočili své páté studiové album

### Keep the Faith (1992–1993)
Páté studiové album kapely s názvem Keep the Faith bylo vydáno v říjnu roku 1992. Toto album skupina představila jako začátek nové kapitoly v hudbě Bon Jovi, od posledního alba New Jersey změnila styl hudby a členové kapely změnili svůj vzhled, nejvíce nápadně změnili svůj účes, když se všichni ostříhali na krátko. Album se umístilo na páté pozici Billboard 200 a ve Spojených státech bylo oceněno dvěma platinovými deskami. Ještě větší úspěch si album vydobylo na starém kontinentě. Na britském žebříčku UK Albums Chart debutovalo na první pozici a velký úspěch slavilo také v Německu. Pětinásobné platinové ocenění získalo i v Kanadě a po třech platinových deskách získalo v Japonsku a v Austrálii. Dobře se mu vedlo na asijských i jihoamerických trzích.
Album přineslo celkem šest singlů: „Keep the Faith“, „Bed of Roses“ - ten byl ze všech nejúspěšnější a dostal se na desáté místo v žebříčku Billboard Hot 100, „In These Arms“, „I'll Sleep When I'm Dead“, „I Believe“ a „Dry County“. Celkem se prodalo přes 8 milionů kusů alb po celém světě.
Na konci roku 1992 se Bon Jovi objevili v seriálu MTV Unplugged, tato epizoda byla jiná než obvykle. Bon Jovi poprvé naživo zahráli některé klasické hity (některé svoje, některé od jiných autorů) akusticky nebo v nové elektronické verzi. K tomu ještě předvedli část skladeb z nového alba Keep the Faith. V roce 1993 vyšel záznam koncertu pod názvem Keep the Faith: An Evening with Bon Jovi.
Pro potvrzení nové éry Bon Jovi vyrazila kapela na mezinárodní turné, které nemělo v její historii obdoby. Skupina navštívila 38 zemí a vystoupila na 177 koncertech během turné s názvem Keep the Faith Tour a I'll Sleep When I'm Dead Tour. 4. září 1993 navštívili v rámci druhého jmenovaného turné také Českou republiku, kdy vystoupili na pražském strahovském stadionu společně se zpěvákem Billy Idolem.

### Cross Road a These Days (1994–1996)
V říjnu roku 1994 vydala kapela Bon Jovi kompilační album největších hitů do té doby s názvem Cross Road. Album obsahuje nejúspěšnější singly za posledních 11 let a dva nové singly, „Someday I'll Be Saturday Night“ a „Always“. Prvnímu singlu se vedlo nejlépe ve Spojeném království, kde obsadil sedmou pozici v žebříčku UK Singles Chart. Druhý singl „Always“ byl mnohem úspěšnější, protože se stal obrovským hitem, který se v Top 10 žebříčku Billboard Hot 100 udržel šest měsíců a na žebříčku vydržel i po celý rok 1995. Ve Spojených státech získal samotný singl dvě ocenění platinové desky, celkově se ho prodalo přes tři miliony kusů, čímž se stal nejúspěšnějším singlem v historii skupiny Bon Jovi. Kapela díky tomu obdržela ocenění World Music Award jako nejprodávanější rocková kapela roku.

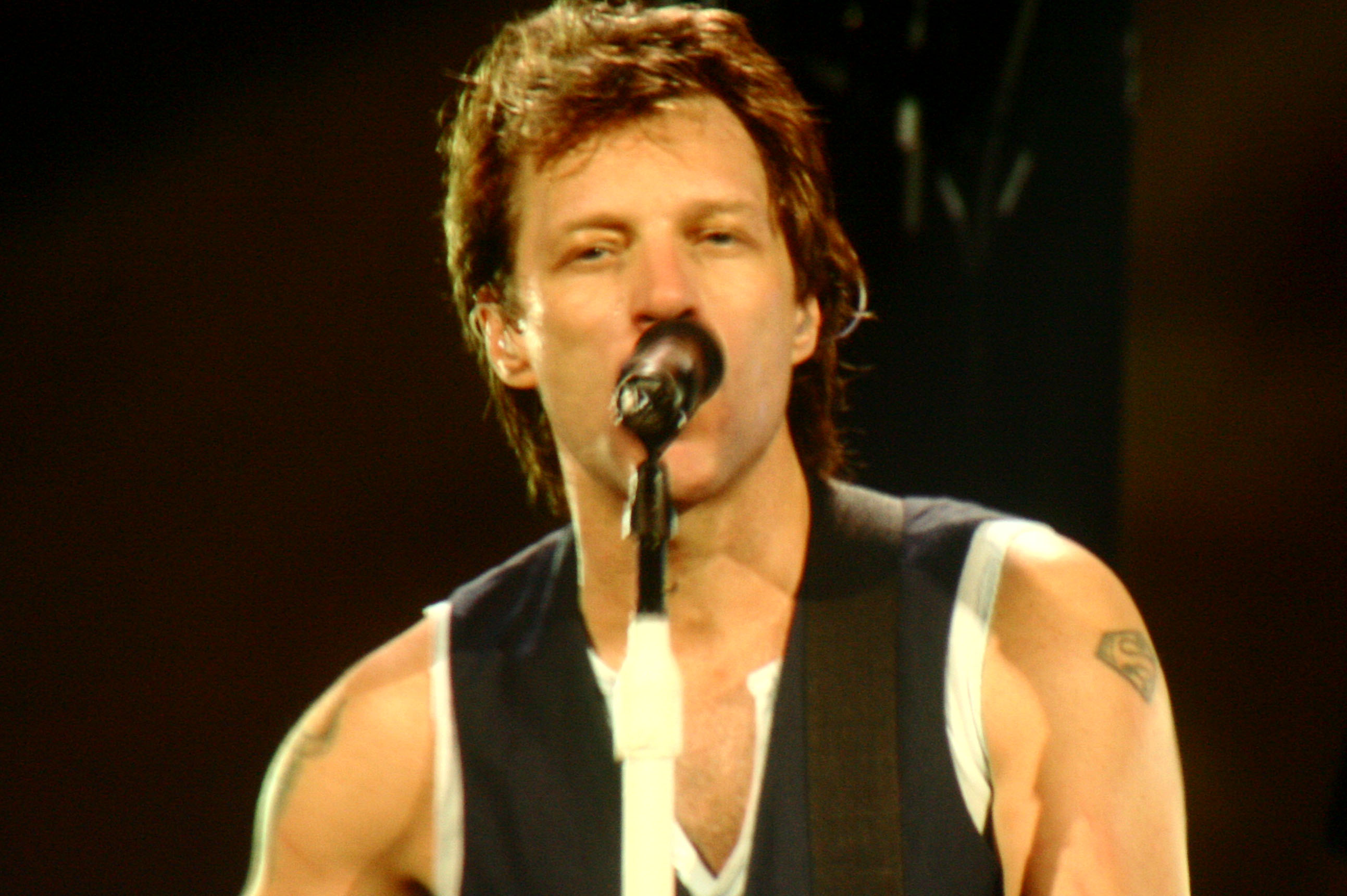
Jon Bon Jovi v roce 2007

V roce 1994 kapelu opustil dlouholetý baskytarista Alec John Such a sestava Bon Jovi se tak poprvé od založení změnila (kromě výměny kytaristů hned vzápětí po vzniku). Podle stanoviska kapely nebyl Such nikdy nahrazen. Neoficiálně jeho místo zastoupil Hugh McDonald, který s Jon Bon Jovim spolupracoval na prvním singlu „Runaway“ a kolovaly pověsti, že s kapelou spolupracoval i na předchozích albech (v diskografii na svých oficiálních stránkách uvádí všechna předchozí alba Bon Jovi, kromě 7800° Fahrenheit).
K odchodu baskytaristy Aleca Johna Sucha se Jon Bon Jovi vyjádřil: „Samozřejmě, že to raní. Naučil jsem se s tím žít a respektuji to. Je pravda, že jsem workoholik, hned do studia, hned pryč, hned na jeviště a zase pryč, chci se hudbě věnovat ve dne v noci a chápu, že ne každý je schopný toto tempo udržet. Alec chtěl kapelu opustit už delší dobu, takže to pro mě není úplné překvapení.“
V červnu roku 1995 vydala kapela šesté studiové album s názvem These Days, první album, které vydali Bon Jovi bez Aleca Sucha. Album bylo dobře přijato kritiky, kteří na jeho adresu poznamenali, že se kapela zase posunula v textech a zkouší nové hudební styly, přestože svůj výraz si bezpochyby zachovávají. Album skončilo na 9. místě hitparády Billboard 200 a získalo platinové ocenění. Mnohem úspěšnější bylo v Evropě, zde obsadilo čela hitparád ve Velké Británii, Německu, Švýcarsku, Finsku, Portugalsku, Irsku, Nizozemsku a Rakousku a obsadilo i první místo evropské obdoby Billboard 200 European Albums Chart. Čelo hitparády dobylo album taktéž v Japonsku a Austrálii. Celkově se prodalo přes 13 milionů kusů po celém světě.
Album přineslo celkem pět nových singlů, „This Ain't a Love Song“, „Something for the Pain“, „Lie to Me“, „These Days“ a „Hey God“, z nichž první čtyři se umístily do první desítky v britském žebříčku UK Singles Chart, což je nejvíc v historii kapely. Kapela získala cenu BRIT Award jako nejlepší mezinárodní kapela a také MTV Europe Music Award za nejlepší rockovou kapelu.
Turné, které odstartovalo po albu These Days, začalo v Indii, poté skupina pokračovala přes Asii, Evropu a Austrálii až k prvnímu vystoupení v Jižní Afirce. Při turné zažila kapela jeden z vrcholů kariéry, když koncertovala třikrát za sebou před naprosto vyprodaným stadionem ve Wembley. Z těchto koncertů byly pořízeny záznamy, které později vyšly jako Bon Jovi: Live from London. Video získalo nominaci na Cenu Grammy za překročení svého dosavadního rekordu návštěvnosti. Bon Jovi navštívili při turné 35 zemí a vystoupili celkem 126krát.

### Druhé období nečinnosti (1997–1999)
Po úspěšném turné po vydání alba These Days se členové skupiny opět rozešli. Ovšem tentokrát to bylo jasné rozhodnutí všech členů kapely, kteří se dohodli na dvouleté pauze, při které se budou každý věnovat vlastní sólové tvorbě.
V roce 1997 se Jon Bon Jovi objevil hned v několika filmech. V přestávkách mezi filmováním napsal a nahrál skladby, které se později objevily na jeho druhém sólovém albu Destination Anywhere z roku 1997. Krátký stejnojmenný film byl natočen ku příležitosti vydání alba, postavený výhradně na skladbách toho alba a s obsazením Jon Bon Jovi, Demi Moore, Kevin Bacon a Whoopi Goldberg.
Tico Torres využil volného času a věnoval se především své další zálibě - malování. David Bryan začal psát a skládat muzikály a Richie Sambora vydal své druhé studiové album s názvem Undiscovered Soul. V roce 1999 se kapela spojila, aby natočila skladbu „Real Life“ k filmu EDtv ovšem bez Bryana, který se zotavoval ze zranění, při kterém si málem uřízl prst. V roce 1999 byla kapela připravena vydat další studiové album pod pracovním názvem Sex Sells, nicméně jeho nahrávání bylo pozastaveno. Pouze tři z nahraných více než třiceti skladeb se později objevily na albu Crush.

### Crush a One Wild Night (2000–2001)
Po tříletém období nečinnosti se kapela opět znovu seskupila a začala pracovat na sedmém studiovém albu. V červnu roku 2000 toto album vyšlo pod názvem Crush. Pilotním singlem tohoto alba se stala skladba „It's My Life“, která je označována za jeden z nejúspěšnějších singlů kapely. Tento singl se stal také symbolem dlouhověkosti kapely, která přes změnu doby stále oslovovala mnoho fanoušků. Novým albem, které je laděno spíše v pop rockovém stylu, skupina oslovila novou generaci mladých fanoušků. Ve stejném roce získala kapela dvě nominace na Cenu Grammy, první v kategorii Nejlepší rockové album za Crush a druhou v kategorii Nejlepší rockové vystoupení duetu nebo skupiny za singl „It's My Life“.

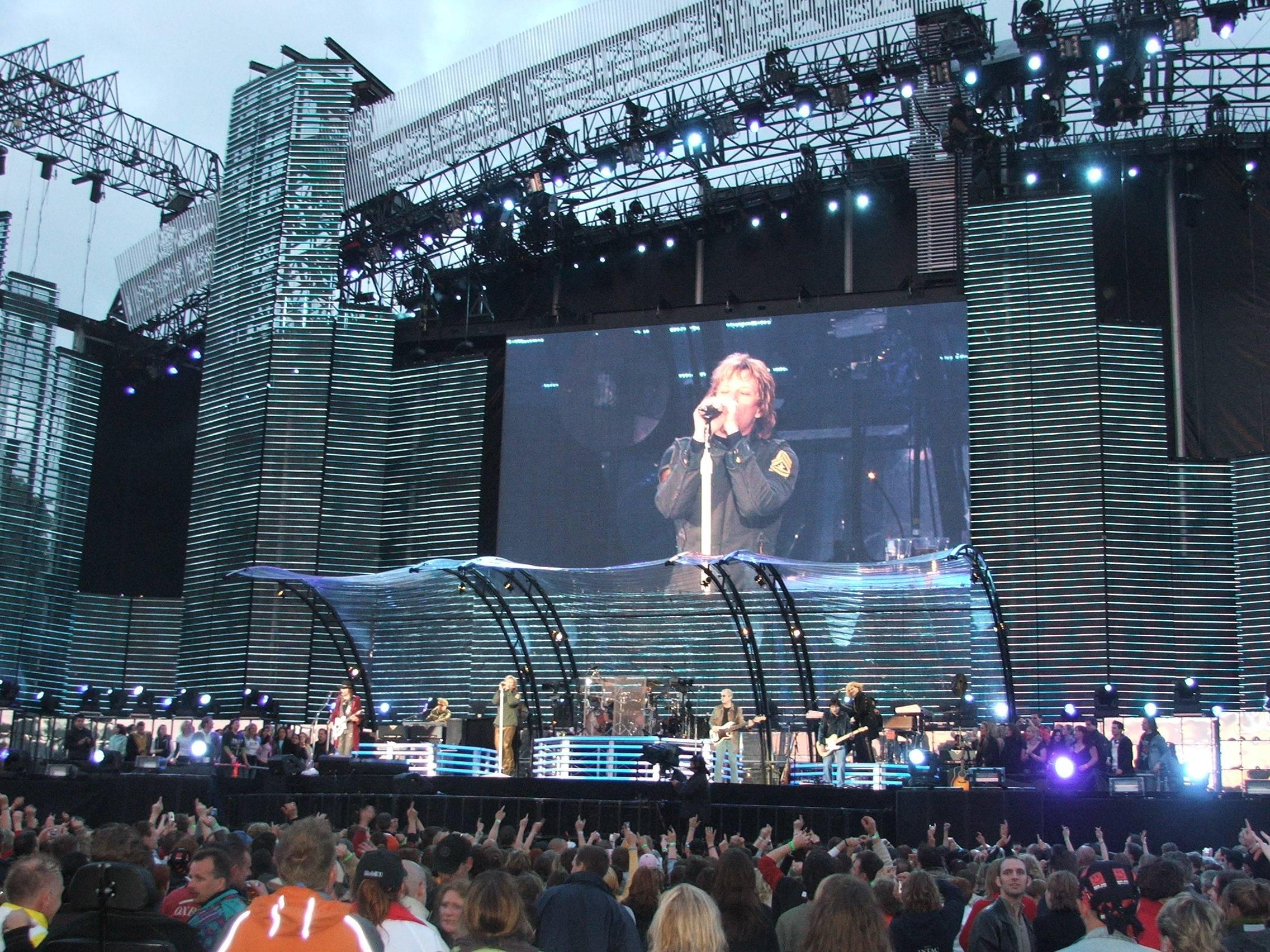
Bon Jovi při koncertě v Nizozemsku

Albu se opět vedlo na starém kontinentě mnohem lépe nežli ve Spojených státech. Zatímco v hitparádě Billboard 200 obsadilo „pouze“ deváté místo, v Evropě se dostalo na čelo většiny žebříčků. Znovu dominovalo ve Spojeném království, Německu, Švýcarsku, Finsku, Nizozemsku a Rakousku, včetně mezinárodní evropské hitparády. První příčky obsadilo také v Itálii a Belgii. Dobře se albu vedlo (do tří nejlepších) také v Maďarsku, Španělsku, Irsku a Švédsku. Nicméně i ve Spojených státech získalo album dvě platinová ocenění a mnoho dalších v Evropě, kde se těchto ocenění dočkal i singl „It's My Life“. Dalšími dvěma singly alba jsou „Say It Isn't So“ a „Thank You for Loving Me“.
Při turné v roce 2000 se mimo jiné představili na starém Wembley stadionu jako poslední před jeho uzavřením a následnou demolicí. Poté se kapela přes Japonsko vrátila do Spojených států, kde na podzim roku 2000 a poté znovu na jaře 2001 zahrála na dalších vyprodaných stadionech. Následně opět odcestovala do Evropy na druhé kolo, které zakončili znovu v Americe dvěma koncerty před vyprodaným Giants Stadionem doma v New Jersey.
Při turné kapela vydala své první koncertní album s názvem One Wild Night Live 1985–2001, které obsahuje kolekci živých vystoupení kapely od roku 1985. Kapela získala cenu My VH1 Music Award za rok 2001 v kategorii „Nejžhavější živé vystoupení“. Při udělování cen Jon Bon Jovi a Richie Sambora překvapili všechny návštěvníky včetně televizních komentátorů krásným ztvárněním písně „Here Comes the Sun“ na počest Georgi Harrisonovi.
Když skončila turné po vydání alba Crush respektive One Wild Night, očekávali členové kapely krátkou dovolenou před zahájením prací na osmém albu. Jenže přišlo 11. září 2001, které navždy změnilo Spojené státy. Jon Bon Jovi a Richie Sambora natočili veřejná oznámení v rámci červeného kříže, natočili skladbu „America The Beautiful“ pro NFL a vystoupili jako jedni z účinkujících na benefičním koncertu America: A Tribe to Heroes. O měsíc později kapela vystoupila na dalších dvou benefičních koncertech v Red Bank, jejichž výdělky byly určené pro rodiny postižené katastrofou ve Světovém obchodním centru. 21. října 2001 kapela vystoupila v Madison Square Garden na The Concert for New York City (Koncert pro New York), kde kromě jiného vzdávali hold lidem, kteří se podíleli na záchranných akcích po útocích.

### Bounce (2002–2004)
Na jaře roku 2002 se kapela vrátila do studia, aby natočila své osmé studiové album. Bounce, které vyšlo 8. října 2002, bylo silně ovlivněno útoky z 11. září 2001. Název „Bounce“ odráží schopnost Newyorčanů a celých Spojených států vzpamatovat se z nedávných útoků. Na albu Bounce se kapela vrací zpět ke svým kořenům, kdy Sambora hraje velmi „přebuzeně“ na kytaru, Jon Bon Jovi zpívá opět chraplavým hlasem, dále klávesové efekty a Bryanova hra na piano a Torresovy silné bicí.
5. září 2002 Bon Jovi odstartovali novou sezónu NFL hodinovým koncertem na Times Square, kde mimo jiné zahráli první singl nadcházejícího alba „Everyday“ a poslechlo si ho živě přes 750 000 lidí.
Bounce debutovalo na druhé pozici žebříčku Billboard, stejně jako UK Albums Chart, zatímco v Evropě začalo hned na prvním místě. Hlavní singl „Everyday“ se umístil na prvním místě v Kanadě a ve Španělsku a vešel se do prvních pěti ve Velké Británii a v Austrálii. Album získalo ocenění zlaté desky ve Spojených státech a platinové ocenění v Japonsku a v Evropě celkově (samostatně také v Německu a Švýcarsku). Album přineslo další čtyři singly „Misunderstood“, „All About Lovin' You“, „Bounce“ a „The Distance“. Kapela po vydání vyrazila na turné, při kterém mimo jiné jako poslední kapela v historii zahrála na Veterans Stadium ve Filadelfii, než byl tento stadion zbořen.
V listopadu 2003, po skončení turné k albu Bounce, vydala skupina Bon Jovi kompilační album s názvem This Left Feels Right, které obsahuje největší hity Bon Jovi, které jsou ovšem nově nahrány. Na albu byly vydány dvě nové skladby „Last Man Standing“ a „Thief of Hearts“.

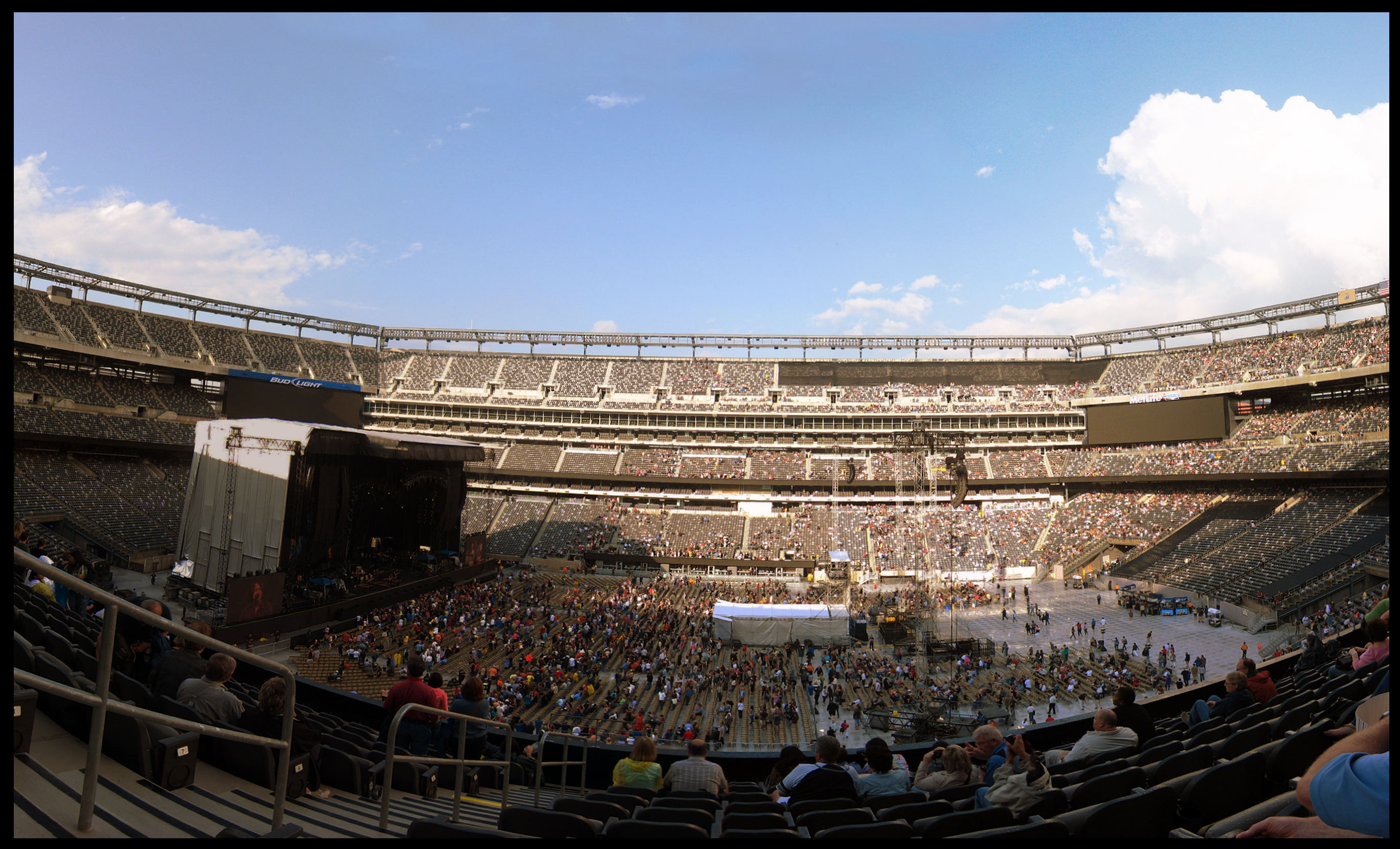
Bon Jovi na koncertě na MetLife Stadium v East Ruthenford

O rok později v roce 2004 vydala kapela box set s názvem 100,000,000 Bon Jovi Fans Can't Be Wrong, což je parafráze na desku Elvise Presleyho 50,000,000 Elvis Fans Can't Be Wrong z roku 1959. Název odráží skutečnost, že kapela v té době oslavovala 100 milionů prodaných alb, navíc v roce 2004 slavila dvacáté výročí od vydání prvního alba z roku 1984. Set obsahuje čtyři CD s 38 dosud nevydanými a 12 unikátními písněmi, plus DVD.

### Have a Nice Day a Lost Highway (2005–2008)
Deváté studiové album s názvem Have a Nice Day vyšlo v září roku 2005 a debutovalo opět na druhých pozicích ve Spojených státech (Billboard) a ve Spojeném království (UK Albums Chart), obsadilo čelo patnácti dalších světových hitparád. Titulní píseň „Have a Nice Day“ se dostala do Top 10 ve Velké Británii, Evropě, Austrálii a Kanadě. Druhým singlem se stala skladba „Who Says You Can't Go Home“, v jejíž jedné verzi zpívá kapela společně se zpěvačkou Jennifer Nettles ze skupiny Sugarland. Tato verze se dostala na čelo žebříčku Billboard's Country Chart, což se kapele Bon Jovi povedlo jako první rockové kapele. V roce 2007 pak s touto písní vyhráli Bon Jovi a Jennifer Nettles Cenu Grammy za nejlepší pěvecké country vystoupení. S tou samou skladbou vyhráli i cenu People's Music Award za nejoblíbenější rockovou píseň roku.
Kapela po vydání vyrazila na velké turné po celém světě, celkově zahrála dvěma milionům fanoušků a získala přes 191 milionů dolarů, v roce 2006 se jejich turné se 131 miliony stalo třetím nejvýdělečnějším turné roku po A Big Bang World Tour kapely The Rolling Stones a Confessions Tour zpěvačky Madonny. 14. listopadu 2006 byla kapela Bon Jovi přijata do UK Music Hall of Fame společně se zpěvákem Jamesem Brownem a skupinou Led Zeppelin.
V červnu roku 2007 vydala kapela své desáté album s názvem Lost Highway. Album kombinuje prvky klasického rocku s country muzikou, při čemž vychází z předchozího úspěchu singlu „Who Says You Can't Go Home“. Album obsadilo první příčku žebříčku Billboard 200 a čela hitparád v několika evropských zemích (Dánsko, Nizozemsko, Rakousko, Švýcarsko, Německo), v Česku debutovalo na deváté pozici. Na vrchol dosáhlo i v žebříčku v Kanadě. Jak Have a Nice Day, tak Lost Highway získalo platinové ocenění ve Spojených státech. Lost Highway přineslo čtyři nové singly „(You Want To) Make a Memory“, „Lost Highway“, „Till We Ain't Strangers Anymore“ a „Whole Lot Of Leavin'“.
Poté kapela vyrazila na další velké turné s příznačným názvem Lost Highway Tour. Turné odstartovalo deseti koncerty v Newarku ku příležitosti otevření stadionu Prudential Center, což je nynější domácí led hokejového klubu New Jersey Devils. Poté kapela pokračovala do Kanady, Japonska, Austrálie a na Nový Zéland a do Spojených států. Turné pak pokračovalo po Evropě a skončilo v létě roku 2008. Znovu se jednalo o komerčně velmi úspěšné turné a dle časopisu Billboard to bylo nejvýdělečnější turné roku 2008 se zisky přes 210 milionů dolarů a více než dvěma miliony prodaných vstupenek.

### The Circle a Greatest Hits (2009–současnost)

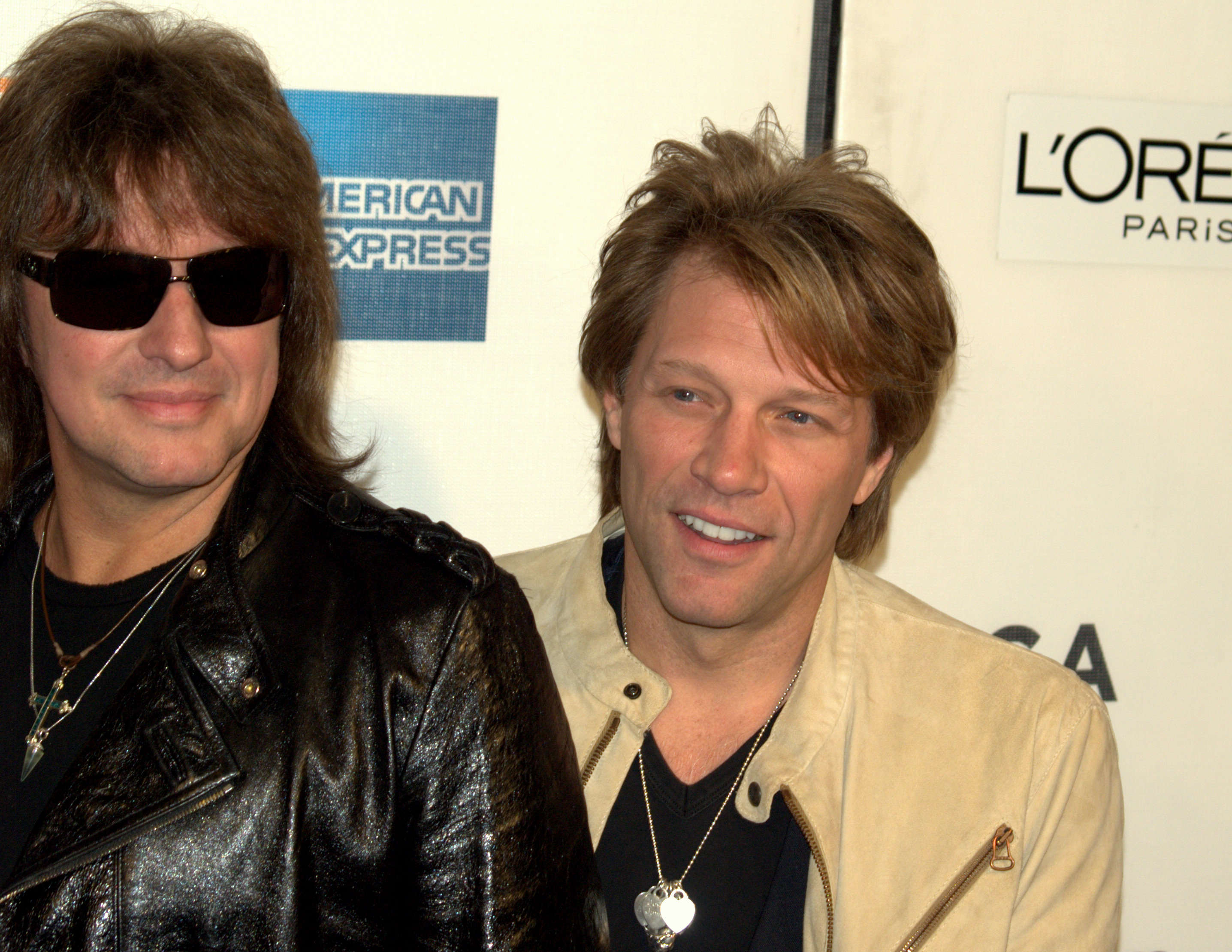
Sambora a Jon Bon Jovi při filmovém festivalu Tribeca v roce 2009

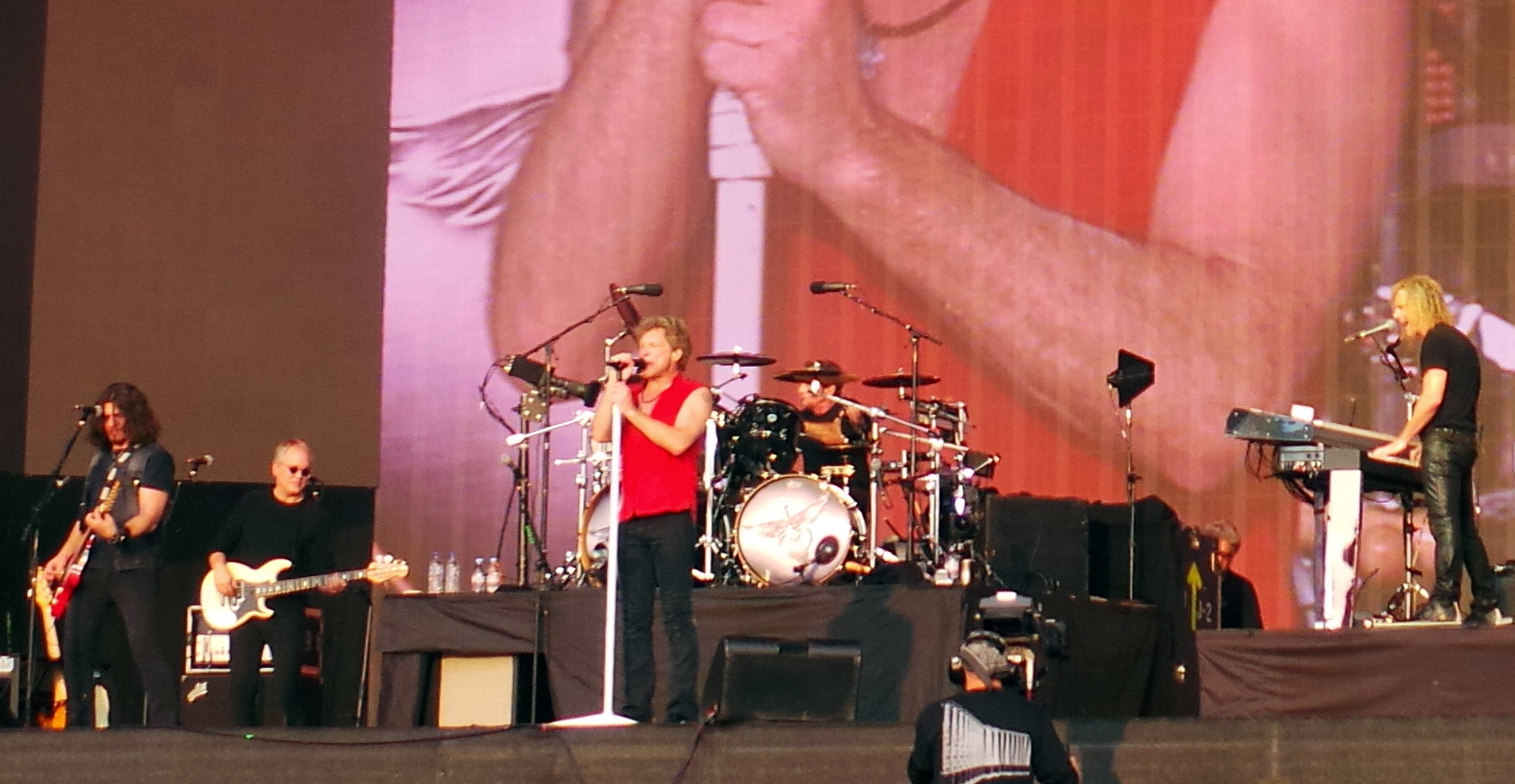
Bon Jovi v roce 2013

V dubnu roku 2009 vyšel při Tribeca Film Festivalu dokument o skupině s názvem When We Were Beautiful, který mapuje 25 let působení kapely z dílny režiséra Phila Griffina. V červnu téhož roku byli Jon Bon Jovi a Richie Sambora přijati do Songwriters Hall of Fame. V červnu 2009 rovněž nahráli coververzi písně Bena E. Kinga „Stand By Me“, společně s íránským zpěvákem Andym Madadianem, části písně jsou zpívány persky.
10. listopadu 2009 vyšlo jedenácté studiové album kapely s názvem The Circle. V tomto albu se kapela vrátila zpět k původnímu rock n' rollu poté, co předchozí Lost Highway vyznačovala kombinace s country muzikou. Album obsadilo čelo Billboard 200, opět dominovalo v Kanadě, Německu a Japonsku. Stejně jako předchozí dvě alba obsadilo ve Velké Británii druhou pozici. V Česku se umístilo na jedenácté pozici hitparády IFPI. Album přineslo tři nové singly „We Weren't Born to Follow“, „Superman Tonight“ a „When We Were Beautiful“. Album získalo ocenění zlaté desky ve Spojených státech.
Poté se kapela opět vydala na koncertní sérii The Circle Tour. Kapela jako první v historii zahrála na zbrusu novém New Meadowlands Stadium (dnes MetLife Stadium) v East Ruthenford, který slouží jako domácí stadion pro týmy NFL New York Giants a New York Jets. Komerčně byla The Circle Tour opět úspěšná, podle časopisu Billboard se jednalo o nejvýdělečnější turné roku 2010, kapela při ní vydělala přes 200 milionů dolarů.
V říjnu roku 2010 vydala kapela další kompilační album s názvem Greatest Hits. Na albu se nachází celkem čtyři nové písně „What Do You Got“, „No Apologies“, „This Is Love This Is Life“, „The More Things Change“ a ještě jedna bonusová píseň „This Is Our House“. První dvě jmenované a bonusová píseň se staly třemi singly alba. Album debutovalo na prvním místě v Kanadě, Irsku, Portugalsku, Švédsku a v Austrálii. V žebříčku Billboard 200 obsadilo pátou pozici. Album získalo zlaté ocenění ve Spojených státech, tři platinová ocenění v Austrálii, po dvou platinových ve Velké Británii a v Irsku a celkově jedno platinové ocenění v Evropě. Při MTV Europe Music Awards v roce 2010 získala kapela ocenění Global Icon Award. Bon Jovi vydali film s názvem The Circle Tour Live From Jersey.
V lednu roku 2012 kapela oznámila, že právě pracuje na písních pro nové studiové album.

## Členové kapely

### Jon Bon Jovi
John Bon Jovi se narodil 2. března 1962 italským emigrantům v Perth Amboy v New Jersey. Jeho první hudební krůčky vedly přes školní kapelu STARZ, dále přes kapelu Atlantic City Expessway, až po další zastávky v kapelách jako The Rest, The Lechers a Jon Bongiovi and The Wild Ones. Je zakládajícím členem kapely a jejím stálým frontmanem.

### David Bryan
David Bryan (narozený 7. února 1962 v Edison, New Jersey, USA) obstarává ve skupině hru na klávesy. Svoje hudební vlohy zdědil po svém otci a začínal hrou na trumpetu. Byl členem skupiny Transition, která se zaměřovala zejména na předělávky od kapel Led Zeppelin a Deep Purple.

### Tico Torres
Tico Torres se narodil 7. září 1953 v New Yorku jako syn kubánských emigrantů. Svoji hudební kariéru začínal v doprovodu Milesa Davise, poté hrál se skupinou Marvelettes a s Chuckem Berrym. Později nahrával s kapelou Franke and the Knockouts.

### Hugh McDonald
Hugh McDonald (narozený 28. prosince 1950 ve Philadelphii, Pennsylvania) je baskytarista hrající s Bon Jovi od roku 1994, v minulosti nahrál s Jonem Bon Jovim singl Runaway.

### Bývalí členové

#### Alec John Such
Alec John Such (narozený 14. listopadu 1956 v Perth Amboy, New Jersey - zemřel 5. června 2022 v Horry County, Jižní Karolína) je bývalý baskytarista skupiny, v roce 1994 ho nahradil Hugh McDonald. Před příchodem do Bon Jovi měl za sebou již vystupování v kapelách Phantom's Opera a The Message. Po odchodu založil skupinu 7th Heaven společně s Jamesem Youngem ze skupiny Styx.

#### Aktuální členové
- Jon Bon Jovi - zpěv, rytmická kytara, akustická kytara, harmonika, maraca (1983-dosud)
- David Bryan - klávesy, klavír a doprovodný zpěv (1983-dosud)
- Tico Torres - bicí, perkuse a příležinotsní doprovodný zpěv (1983-dosud)
- Hugh McDonald - basová kytara, doprovodný zpěv (2016-dosud) (host: 1994-2016)
- Phil X -  sólové a rytmické kytary, talk box a doprovodný zpěv (2016-dosud) (host: 2013-2016)
- John Shanks - sólové a rytmické kytary a doprovodný zpěv (2024-dosud) (host: 2015-2024)
- Everett Bradley - perkuse, doprovodný zpěv (2024-dosud) (host: 2003-2004, 2016-2024)

#### Dřívější členové
- Dave Sabo - sólové a rytmické kytary, doprovodný zpěv (1983)
- Alec John Such - basová kytara, doprovodný zpěv (1983-1994) (zemřel 2022)
- Richie Sambora - sólové a rytmické kytary, doprovodný zpěv (1983-2013)

## Diskografie
Studiová alba:
- Bon Jovi (1984)
- 7800° Fahrenheit (1985)
- Slippery When Wet (1986)
- New Jersey (1988)
- Keep the Faith (1992)
- These Days (1995)
- Crush (2000)
- Bounce (2002)
- Have a Nice Day (2005)
- Lost Highway (2007)
- The Circle (2009)
- What About Now (2013)
- Burning Bridges (2015)
- This House Is Not for Sale (2016)
- 2020 (2020)
- Forever (2024)